# Marie Tharp

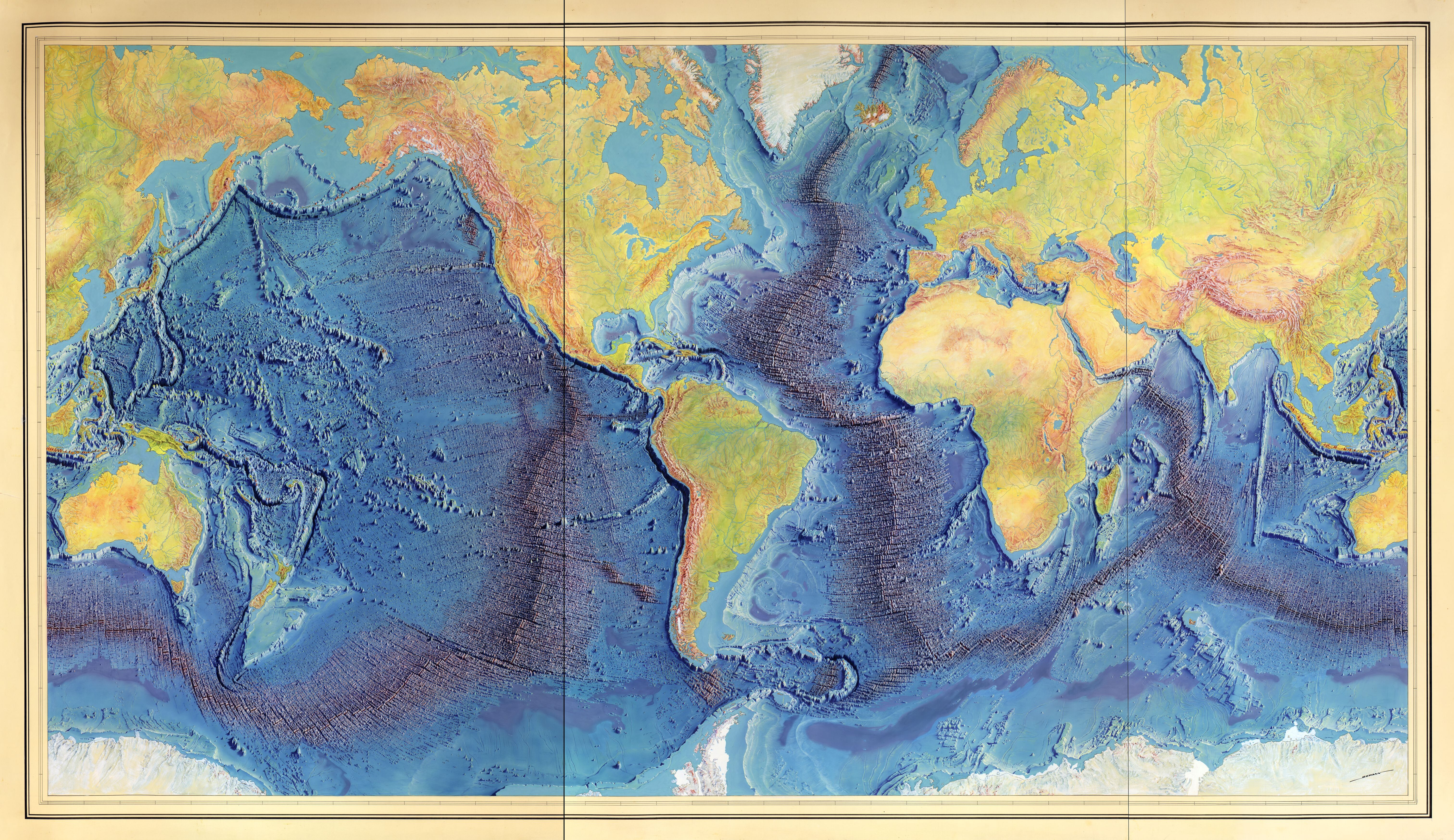
Mapa panorámico Fondos oceánicos del mundo de Tharp y Heezen, dibujado por Heinrich C. Berann

Marie Tharp (Ypsilanti, 30 de julio de 1920-Nyack, 23 de agosto de 2006) fue una cartógrafa oceanográfica y geóloga estadounidense quien, junto con Bruce Heezen, creó el primer mapa científico de todo el suelo oceánico.Su trabajo en cartografía reveló una topografía más detallada y un paisaje geográfico multidimensional del fondo oceánico.
El descubrimiento de la dorsal mesoatlántica por parte de Tharp provocó un cambio de paradigma en las ciencias de la Tierra que condujo a la aceptación de las teorías de las placas tectónicas y la deriva continental.

## Biografía
Nació en Ypsilanti, Míchigan. Su padre, William, hizo mapas de clasificación de suelos para el Departamento de Agricultura de los Estados Unidos. Su madre, Bertha, le enseñó alemán y latín.
Se graduó en la Universidad de Ohio en 1943 con grados de bachelor en inglés y música y cuatro menores. Más tarde recibió el grado master en geología por la Universidad de Míchigan antes de obtener un grado en matemáticas por la Universidad de Tulane mientras trabajaba como geóloga para la compañía Standard Oil.
Se trasladó a Nueva York en 1948, donde obtuvo empleo con Maurice Ewing en el Laboratorio geológico Lamont (hoy el Observatorio terrestre Lamont-Doherty) en la Universidad de Columbia, inicialmente como una delineante general. Allí conoció a Heezen y en una obra temprana juntos usaron datos fotográficos para ubicar aviones militares hundidos durante la Segunda Guerra Mundial. Más tarde, empezaron a trabajar juntos para trazar la topografía del suelo oceánico. Durante los primeros dieciocho años de su colaboración, Heezen recogió datos a bordo del barco del Observatorio, el Vema, y Tharp trazó mapas a partir de esos datos, puesto que las mujeres en aquella época todavía estaban excluidas de trabajo a bordo de barcos. Impedida de llevar la investigación a bordo a principios de su carrera debido a su sexo, más tarde se unió a la expedición que recogió datos en 1965. Tharp, independientemente usó datos recogidos del barco de exploración de la Institución Oceanográfica de Woods Hole Atlantis y datos sismográficos de terremotos submarinos. Su obra con Heezen representó el primer intento sistemático de cartografía de los fondos de todos los océanos.
Tharp y Heezen publicaron su primer mapa fisiográfico del Atlántico Norte en 1957. Colaborando con el pintor paisajista austríaco Heinrich Berann, publicaron su mapa de todo el suelo oceánico en 1977 (que coincidió con el año de muerte de Heezen). Aunque durante un tiempo Heezen estuvo a favor de la hipótesis de la expansión terrestre, bajo la dirección de Tharp se cambió a las teorías alternativas de la tectónica de placas y la deriva continental.
Siguió trabajando en la facultad de la Universidad de Columbia hasta 1983, después de lo cual emprendió un negocio de distribución de mapas en South Nyack, Nueva York durante su retiro.
Murió de cáncer en Nyack (Nueva York) el 23 de agosto de 2006.

## Eponimia
- El cráter lunar Tharp lleva este nombre en su memoria.[12]